# ويليام مارلر
ويليام «بيل» مارلر  (بالإنجليزية: William Marler)، الشخصية المعروفة محليا  بوصفه محامي الأذى الشخصي والناشط في مجال سلامة الغذاء، كما أنه الشريك الإداري في شركة المحاماة مارلر كلارك، المتخصصة في قضايا الأمراض المنقولة عن طريق الغذاء والتي يقع مقرها في سياتل، واشنطن.

## الخلفية
مثل مارلر في عام 1993 جانب الإدعاء في قضية ضد مطعم جاك إن ذي بوكس أو بالإنكليزية جاك إن ذا بوكس فيما يتعلق باكتشاف إشريكية قولونية O157:H7 ، ضامنا مستوطنة بقيمة 15 مليون دولارا. حيث وجه نشاطه فيما بعد نحو الأمراض المنتقلة عن طريق الغذاء، فمثل الكثير من الأشخاص الذين تعرضوا لأمراض جراء ذلك مثل عدوى الإشريكية القولونية (إي كولاي) والتهاب الكبد أ، فضلا عن السالمونيلا من بين عدة أمراض. كما كان ضالعا في رفع الدعاوى المتعلقة بأكبر اكتشافات الأمراض المنقولة عن طريق الغذاء في الولايات المتحدة، فقد قام بتمثيل أفراد ضد شركات كبرى مثل تشيليز وكنتاكي فرايد تشيكن  و دول، إضافة إلى كون آغرا.
كما يشارك مارلر في منظمة أوت بريك، وهي منظمة غير ربحية تحت رعاية مارلر كلارك. حيث يقوم من خلال هذه المنظمة بالسفر بشكل واسع ليناقش دعاوى الأمراض المنقولة من خلال الغذاء والقضايا المتعلقة بذلك مع مجموعات الصحة العامة، والجمعيات القانونية، إضافة إلى جماعات صناعة الغذاء. وعلاوة على ذلك، يقوم مارلر بكتابة المقالات عن المواضيع ذاتها وإبقاء مدونة تحدث باستمرار وتقرأ من قبل كل من المجتمعات القانونية والمختصة بسلامة الغذاء.
وبوصفه مؤيدا لقانون الغذاء المحسن، فقد طلب من مارلر التحدث إلى مجموعات كثيرة من أجل الحديث حول هذا الموضوع، بما في ذلك الشهادة لكل من لجنة هيئة مجلس الشيوخ في ولاية كاليفورنيا  و لجنة الطاقة والتجارة في مجلس النواب الأميركي.
يشارك مارلر في مجلة سم الغذاء.

## الجوائز والامتيازات
- محام مسجل في قائمة المحامين البارزين (منذ عام 2002 حتى الوقت الحاضر).
- جائزة العدالة العامة، جمعية محامي محكمة ولاية واشنطن (2008).[9]
- جائزة المحامي البارز في سياتل، جمعية (2008).[10]
- «المحامي اللامع»، محامو ولاية واشنطن ( منذ 1998 حتى الوقت الحاضر).[11]
- محافظ معين، مجلس حكام جامعة ولاية واشنطن (من عام 1998 حتى عام 2004).[12]
- جائزة الإنجاز المتميز، كلية الآداب في جامعة ولاية واشنطن (1997).[13]

## وصلات إضافية
- ويليام مارلر - موقع شركة المحاماة الإلكتروني
- مدونة ويليام مارلر

ويكيبيديا:محتوى غير حر